# El grill de la llar
El grill de la llar és un relat de Charles Dickens publicat per primera vegada el 20 de desembre de 1845 per Bardbury & Evans amb il·lustracions de Daniel Maclise, John Leech, Richard Doyle, Clarkson Stanfield i Edwin Landseer. Dickens el començà a escriure a mitjan octubre de 1845 i l'acabà l'1 de desembre. Com tots els llibres nadalencs de l'autor, es publicà en format de llibre, no en fulletó. Dickens descrigué el relat com a «tranquil i domèstic (…) innocent i bonic». Es divideix en capítols anomenats chirps (ric-ric, carrisqueig del grill), de manera semblant als «quarts» de les campanes o les «estrofes» de Conte de Nadal. És el tercer dels cinc llibres nadalencs de Dickens, precedit per Conte de Nadal (1843) i Les campanes (1844), i seguit per La batalla de la vida (1846) i El fetillat (1848).

## Antecedents
Al 1845, Dickens pensava publicar una revista que se centrara en temes domèstics amb el títol El grill, però no arribà a quallar i canvià la idea per un llibre nadalenc en què bandejà la crítica social, l'actualitat i els tòpics en favor de la simple fantasia i un entorn domèstic per a la redempció del seu protagonista.
El llibre es publicà al 1845 i es vengué ràpidament. Dickens el llegí quatre vegades en públic. Aquesta història s'ha dramatitzat en moltes llengües i durant anys fou més popular en escena que Conte de Nadal. Aquesta obra és menys explícitament cristiana que altres llibres nadalencs de Dickens, i tot i que se n'ha criticat el sentimentalisme, els lectors de l'època se sentiren atrets per l'ideal victorià d'una llar feliç.

## Argument
John Peerybingle, un carreter, viu amb la seua esposa, Dot, el seu fill i la mainadera, Tilly Slowboy. Un grill també viu a la llar i hi actua com a àngel de la guarda. Un dia, un ancià misteriós els visita i es queda a viure amb ells durant uns dies.
La vida de la família s'encreua amb la de Caleb Plummer, un jogueter pobre que treballa per a l'avar Mr. Tackleton. Caleb té una filla cega, Bertha, i un fill, Edward, que marxà a Amèrica del Sud i se li creu mort.
L'avar Tackleton està a punt de casar-se amb l'enamorada d'Edward, May, però ella no l'estima. Tackleton diu a John Peerybingle que la seua esposa Dot l'enganya, i li mostra una escena clandestina en què Dot besa al misteriós inquilí. Aquest, que va disfressat, és molt més jove del que sembla. John estima la seua dona profundament, i això li trenca el cor, però després de reflexionar, decideix alliberar la seua esposa del contracte matrimonial.
En acabant, el misteriós inquilí resulta ser Edward, que ha tornat a casa disfressat. Dot demostra que sempre ha estat fidel a John. Edward es casa amb May hores abans que se celebren les noces d'aquesta amb Tackleton. L'avar queda captivat per l'ambient festiu (d'una forma que recorda Ebenezer Scrooge) i, commogut, lliura May al seu amor veritable.

## Personatges
- John Peerybingle, carreter. Un home maldestre, lent i honest
- Mary Peerybingle (Dot), esposa de John Peerybingle
- Caleb Plummer, jogueter pobre que treballa per a Tackleton
- Bertha Plummer, filla cega de Caleb Plummer
- Edward Plummer, fill de Caleb Plummer
- Tackleton, comerciant de joguets, de molt mal caràcter
- May Fielding, amiga de la Sra. Peerybingle
- Sra. Fielding, mare de l'anterior, una anciana rondinaire
- Tilly Slowboy, una jove molt maldestra, mainadera dels Peerybingle
- El nadó, fill de Dot i John, que al llarg de l'obra és tractat com un objecte.

## Crítica i significat literari
Fou un èxit comercial, i aviat se'n publicà una segona edició. Les crítiques en foren favorables, però no totes. En una columna anònima del The Times, l'autor opinava que «Devem a la literatura la protesta contra aquesta darrera producció del Sr. Dickens (…) Ombres de Fielding i Scott! És per a aquest argot que hem donat el vostre tron a algú incapaç d'estimar la seua eminència?». William Makepeace Thackeray, però, gaudí enormement de l'obra: «A mi em sembla que és un bon llibre nadalenc, il·luminat amb més gas, farcit de més bombons, prunes franceses i dolçor (…) Aquesta història és tan poc real com ho és el cognom de Peerybingle!».
El retrat que fa Dickens de Bertha, la jove cega, és significatiu. Els victorians creien que les discapacitats eren hereditàries, i no era acceptable que els cecs es casaren (tot i que ho feien sovint). En els festeigs de ficció s'empraven sovint els cecs per augmentar la tensió, perquè se suposava que calia allunyar-los del matrimoni. El retrat de Berta és semblant a la descripció que fa Dickens de Laura Bridgman en American Notes (1842). Bridgman era una jove sorda i cega a qui conegué en una visita a Institut Perkins per a Cecs de Boston.
Els estudiosos moderns han prestat poca atenció a la història, però Andrew Sangers argumenta que conté semblances amb comèdies de Shakespeare i que hauria de considerar-se «un indici significatiu dels gusts de la dècada de 1840 i també del mateix Dickens».
Vladimir Lenin abandonà una representació d'aquesta obra a Rússia: era tan avorrida i ensucrada que l'enervava. Aquest incident s'haguera oblidat si George Orwell no l'haguera esmentat en el seu assaig sobre Dickens.

## Adaptacions
L'obra s'ha adaptat algunes vegades amb èxit al teatre, el cinema i la televisió: com ara, per Albert Richard Smith el 1845 i Dion Boucicault el 1850.
També ha servit de base a dues òperes: Das Heimchem am Herd de Károly Goldmark amb llibret de A. M. Willner (1896) i també Il grill del focolare de Riccardo Zandonai, amb llibret de Cesare Hanau (1908).
N'hi ha tres versions americanes de cinema mut, dirigides per D. W. Griffith (1909), L. Marston (1914) i Lorimer Johnson (1923). També se'n rodà una versió muda a Rússia, Sverchok na Pechi, dirigida per Boris Sushkevich i Aleksandr Uralsky el 1915. i una altra a França, Le Grillon du Foyer, dirigida per Jean Manoussi el 1922.